# Bundesstraße 319
Pour les articles homonymes, voir Route 319.
La Bundesstraße 319 est une Bundesstraße du Land de Bavière.

## Géographie
La route mène de Berchtesgaden, bifurque de la B 305 dans le quartier d'Obersalzberg vers le quartier d'Unterau, où il rejoint à nouveau la B 305. Elle croise la Roßfeldhöhenringstraße. La section entre la B 305 à Berchtesgaden et Obersalzberg était auparavant exploitée indépendamment sous le nom de B 425.
Dans le tronçon au-dessus de Salzberg, la route présente des pentes importantes allant jusqu'à 26%.

## Source
- (de) Cet article est partiellement ou en totalité issu de l’article de Wikipédia en allemand intitulé « Bundesstraße 319 » (voir la liste des auteurs).